# Lodè
Lodè è un comune italiano di 1 477 abitanti della provincia di Nuoro, al confine con quella di Sassari.

## Geografia fisica

### Territorio
Il comune è situato ai piedi del monte Calvario e il suo territorio comunale si estende per oltre 120 km² e risulta compreso tra i 16 e i 1 057 metri sul livello del mare. L'escursione altimetrica complessiva risulta essere pari a 1 041 metri. Il territorio comunale è prettamente collino-montagnoso fatta eccezione le fertili zone a sud del paese bagnate dal Riu Mannu. A est il Montalbo fa da confine naturale con il comune di Siniscola, a sud nello stesso monte Montalbo troviamo i comuni di Lula e Onanì. Gli altri comuni confinanti sono, ad ovest il comune di Bitti e a nord bagnato dal lago Maccheronis il comune di Torpè, e a nord il comune di Padru

### Clima
Il clima è caratterizzato da alte temperature primaverili-estive e dalla irregolarità delle precipitazioni che sono variabili da un anno all'altro per cui ad annate piovose si alternano annate estremamente siccitose con periodi secchi che si protraggono per oltre cinque-sei mesi.

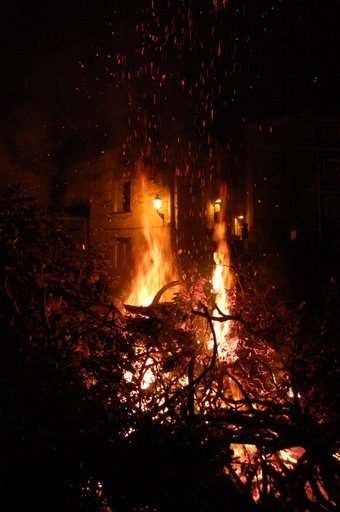
La festa di Sant'Antonio Abate (17 gennaio)

## Storia
L'area fu abitata già in epoca prenuragica e nuragica, per la presenza nel territorio di alcune domus de janas e di alcuni nuraghi.
Nel medioevo era posto al confine occidentale del giudicato di Gallura, nella curatoria di Posada, ed erano censiti cento uomini in grado di maneggiare le armi. Alla caduta del giudicato (intorno al 1296) passò sotto il dominio pisano fino al 1323, quando passò sotto la dominazione aragonese. Gli aragonesi nel 1431 ne fecero un feudo e fu incorporato nella Baronia di Posada, dopo essere stato venduto dal Re di Aragona Alfonso V il Magnanimo a Nicolò Carroz. Divise le sorti della baronia fino a quando, nel secolo XVII fu incorporato nella contea di Montalvo, feudo dei Masones. Dai Masones passò poi ai Nin Zatrillas, ai quali fu riscattato nel 1839 con la soppressione del sistema feudale voluta dai Savoia.

### Simboli
Lo stemma e il gonfalone del comune di Lodè sono stati concessi con decreto del presidente della Repubblica del 30 ottobre 2008.
Il gonfalone è un drappo partito di azzurro e di rosso

## Monumenti e luoghi d'interesse

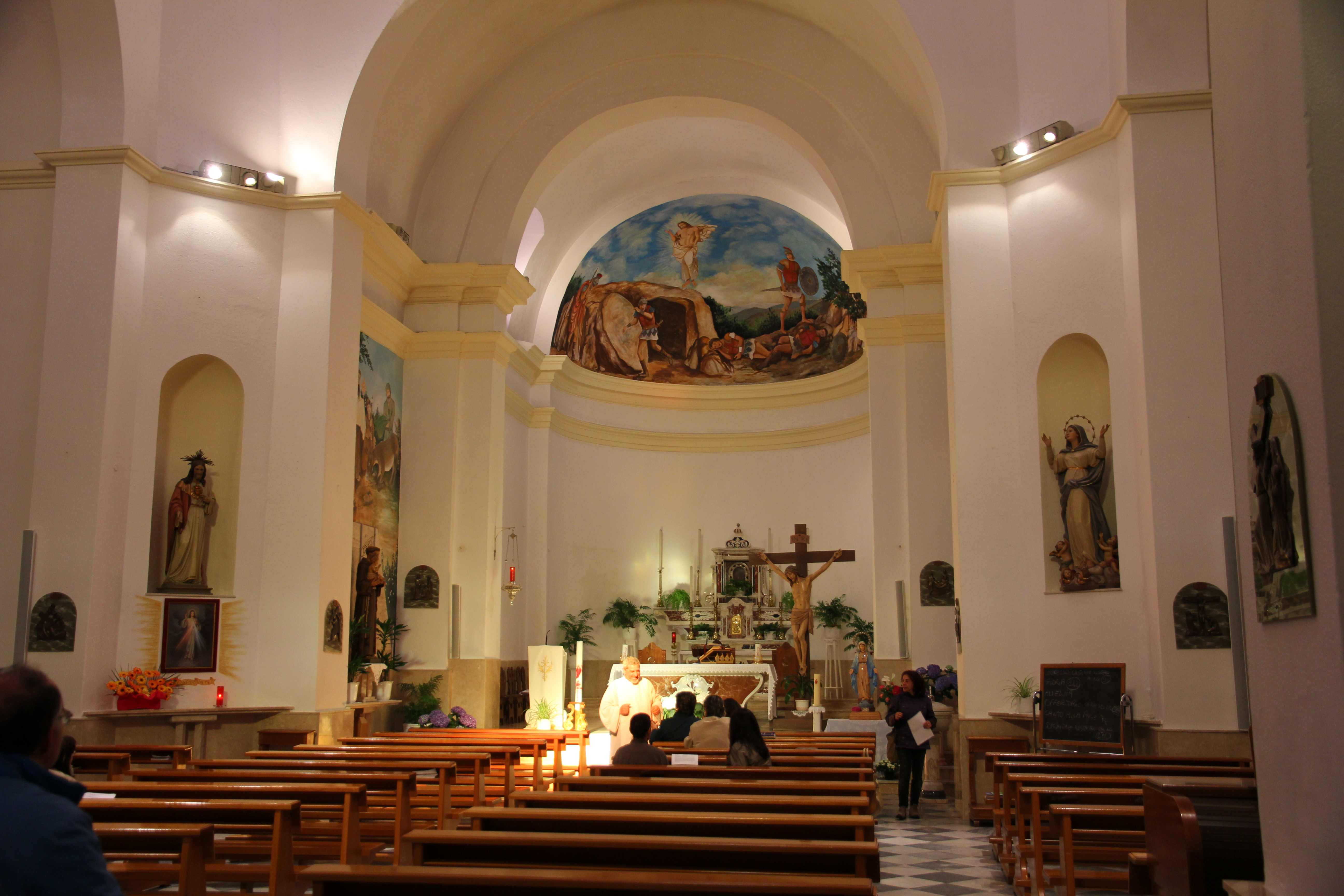
Chiesa di Sant'Antonio da Padova

Oltre alla chiesa parrocchiale di Sant'Antonio,  nell'abitato sono conservati alcuni edifici dell'antico vicinato, oggi assoggettati a vincolo tipologico.
Nel territorio del comune ricade parte del Parco naturale regionale di Tepilora, Sant'Anna e Rio Posada che comprende il complesso forestale Sant'Anna, il monte Albo con macchia e foresta di leccio e corbezzolo e parte della foresta demaniale di Usinavà (zona nota "Sa Ghiniperaglia"), con antiche fustaie di leccio e macchia mediterranea.

## Società

### Evoluzione demografica
Il comune di Lodè ha fatto registrare nel censimento del 1991 una popolazione pari a 2 465 abitanti. Nel censimento del 2001 ha fatto registrare una popolazione pari a 2 212 abitanti, mostrando quindi nel decennio 1991 - 2001 una variazione percentuale di abitanti pari al -10,30%.
Gli abitanti sono distribuiti in 930 nuclei familiari con una media per nucleo familiare di 2,38 componenti. 
Abitanti censiti

### Lingue e dialetti
La variante del sardo parlata a Lodè è quella nuorese.

## Economia
Risultano insistere sul territorio del comune 19 attività industriali con 42 addetti pari al 24,00% della forza lavoro occupata, 32 attività di servizio con 49 addetti pari al 28,00% della forza lavoro occupata, altre 26 attività di servizio con 58 addetti pari al 33,14% della forza lavoro occupata e 7 attività amministrative con 26 addetti pari al 14,86% della forza lavoro occupata.

## Amministrazione
| Periodo         | Periodo        | Primo cittadino   | Partito                          | Carica                    | Note   |
| --------------- | -------------- | ----------------- | -------------------------------- | ------------------------- | ------ |
| 6 giugno 1993   | 27 aprile 1997 | Francesco Piras   | indipendente                     | sindaco                   | [ 6 ]  |
| 28 aprile 1997  | 13 maggio 2001 | Salvatore Curreli | sinistra                         | sindaco                   | [ 7 ]  |
| 13 maggio 2001  | 28 maggio 2006 | Francesco Asole   | lista civica                     | sindaco                   | [ 8 ]  |
| 29 maggio 2006  | 15 maggio 2011 | Graziano Spanu    | liste civiche di centro-sinistra | sindaco                   | [ 9 ]  |
| 15 maggio 2011  | 5 giugno 2016  | Graziano Spanu    | lista civica "Unione per Lodè"   | sindaco                   | [ 10 ] |
| 5 giugno 2016   | 19 luglio 2019 | Graziano Spanu    | lista civica "Unione per Lodè"   | sindaco                   | [ 11 ] |
|                 |                | Mario Carta       |                                  | commissario straordinario |        |
| 26 ottobre 2020 |                | Antonella Canu    | lista civica "Lodè 2020"         | sindaco                   | [ 12 ] |